# Franz Sales Sklenitzka

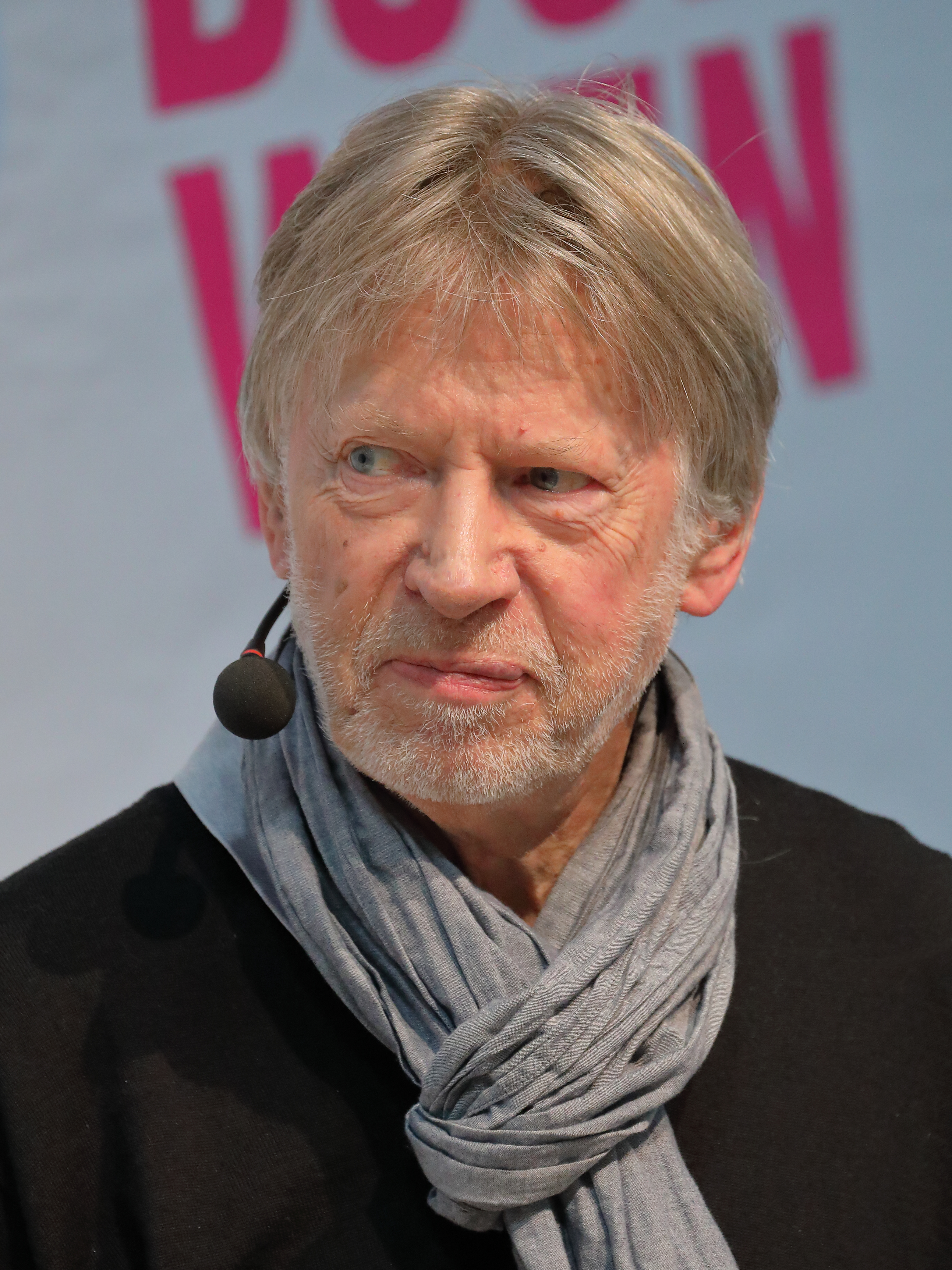
Franz Sales Sklenitzka

Franz Sales Sklenitzka (* 20. Dezember 1947 in Lilienfeld, Niederösterreich) ist ein österreichischer Schriftsteller und Graphiker.

## Leben
Franz Sklenitzka legte an der Lehrerbildungsanstalt St. Pölten seine Matura ab. Danach unterrichtete er einige Jahre an einer Volksschule in Wilhelmsburg, wo er auch lebt.
Er verfasste zahlreiche Kinder- und Jugendbücher, die bislang in 15 Sprachen übersetzt wurden, sowie Hörspiele und Schulbücher. Sklenitzka zählt zu den bekanntesten und beliebtesten Kinderbuchautoren seines Landes.

## Auszeichnungen
- Österreichischer Kinderbuchpreis
- Illustrationspreis zum Österreichischen Kinderbuchpreis
- Theodor-Körner-Preis
- Kinderbuchpreis der Stadt Wien
- Preis der JuBuCrew Göttingen
- Förderungspreis für Kinder- und Jugendliteratur des Landes Steiermark
- 1998 Lesetopia Literaturpreis
- 2001 Würdigungspreis für Literatur des Landes Niederösterreich
- 2004 Das goldene Buch für Drachen haben nichts zu lachen
- 2006 Zehn besondere Bücher zum Andersentag für "Als Papa noch Pirat war und andere Flunkergeschichten"
- 2011 Zehn besondere Bücher zum Andersentag für ABC für Drachenfreunde

## Werke
- Hase und Igel: Der rote Sportwagen, 1984
- Hase und Igel: Auf Urlaub, 1985
- 7000 rosa Aprilmaikäfer, 1973
- Drachen haben nichts zu lachen, 1981
- Drachen machen starke Sachen, 2003
- Drachen kann man nicht bewachen, 1996
- Drachen lassen's richtig krachen, 2008
- Bei uns ein Drache? Dass ich nicht lache!, 2019
- Dschi Dsche-i Dschunior, Illustrationen, 1981 (Autorin: Christine Nöstlinger)
- Der Schatz im Ötscher, 1985
- Monster Nummer 13, 1991
- Wer war es wirklich?, 1991
- Wiener Sagen, 1991
- Der vergessene Türke (mit Bildern von Josef Kremlácek), 1991
- Die Ruine, 1992
- Die Teufelsbrücke, 1993
- Auf den 2. Blick, 1993
- Der schwarze Graf, 1995
- Höbarts Zeitmaschine, 1996
- Die Bibliothek, 2000
- Nicht Wirklich... , 2003
- Hexenmond, 2003
- Keine Chance für Harold? – Fußball im Mittelalter, 2003
- Hase und Igel: Kaum zu bremsen, 2005
- Der Monsterjäger, 2005
- Als Papa noch Pirat war, 2005
- Liebespost. 4. Klasse, 2007
- Das geheimnisvolle schwarze Buch, 1998
- Drachen haben nichts zu lachen, 2011, Hörbuch
- Klipp – Klapp
- Aug´ um Aug´ Zahn um Zahn Hut um Hut, 1981